# Thomas J. Fogarty
Thomas J. „Tom” Fogarty (ur. 25 lutego 1934 w Cincinnati w stanie Ohio) – amerykański chirurg naczyniowy, nauczyciel akademicki i wynalazca urządzeń medycznych. Najbardziej znany jest z wynalezienia cewnika do embolektomii (cewnika balonowego), który zrewolucjonizował leczenie zatorów i zakrzepów krwi w naczyniach krwionośnych.
W 2008 Fogarty został wybrany członkiem National Academy of Engineering za wynalezienie cewnika balonowego i urządzeń, które zrewolucjonizowały chirurgię naczyniową, oraz za stworzenie firm komercjalizujących te wynalazki.

## Życiorys
Ojciec Thomasa pracował jako inżynier na kolei. Zmarł, gdy Fogarty miał osiem lat.
Fogarty nie był dobrym uczniem, a jego pierwotnym celem kariery było zostać bokserem. „Nie byłem zbyt dobrym dzieckiem. Bano się, żebym nie wpadł w kłopoty. Jedną z rutynowych czynności był boks”.
Aby pomóc swojej rodzinie przetrwać pod koniec lat czterdziestych, będąc w ósmej klasie szkoły, Fogarty rozpoczął pracę w szpitalu, zaczynając od czyszczenia sprzętu medycznego. Kontynuował pracę podczas letnich wakacji w szkole średniej i w tym czasie po raz pierwszy spotkał dr. Jacka Cranleya, który miał duży wpływ na przyszłą karierę Fogarty’ego.
W ostatniej klasie liceum Fogarty odkrył, że chce zostać lekarzem. Ksiądz rodzinny dał mu rekomendację, a z powodu jego złych ocen został przyjęty na próbę na Uniwersytet w Cincinnati. Jego mentorem został Jack Cranley, jeden z najwybitniejszych chirurgów naczyniowych w Stanach Zjednoczonych. Mówiąc o Cranley, Fogarty stwierdził później: „Miałem mentora, który zachęcał mnie i pomagał przekonać mnie do pójścia na studia… Miał 10 dzieci, a ja zostałem jedenasty. Zawsze mi powtarzał: „Jesteś mądrzejszy niż myślisz”.
Fogarty ukończył studia licencjackie z biologii na Uniwersytecie Xavier w 1956 roku, a następnie uczęszczał do University of Cincinnati College of Medicine, gdzie w 1960 uzyskał dyplom z wyróżnieniem. W latach 1960–1961 odbywał staż w University of Oregon Medical School w Portland w stanie Oregon, a on ukończył rezydenturę chirurgiczną w tej samej szkole w 1965 roku.
W 1960, jeszcze jako student, opracował urządzenie, które stało się jego największym wkładem w chirurgię naczyniową. Wychodząc od prototypu składającego się z czubka palca rękawicy lateksowej, cewnika, cienkiej nici i cementu, wynalazł cewnik balonowy Fogarty’ego do angioplastyki. Jest to cewnik polietylenowy z balonem na końcówce. Fogarty opatentował cewnik w 1969. Obecnie sprzedaje go Edward Life Sciences Corporation.
Fogarty wniósł znaczący wkład w chirurgię naczyniową. Jego główne zainteresowania to rewaskularyzacja obwodowa i chirurgia tętniaka aorty. Zaciski i zaciski chirurgiczne Fogarty umożliwiają czasowe zamknięcie naczyń podczas zabiegu. Stent-graft aorty był również pomysłem, nad którym pracował Fogarty. Jest stosowany w celu uniknięcia obciążających operacji brzusznych w leczeniu tętniaków zagrażających życiu. Zmienił śmiertelność z 5–10 do 1%, jednocześnie zmniejszając o połowę cenę operacji. Fogarty współpracował z Warrenem Hancockiem nad wytworzeniem tkankowej zastawki serca Hancocka. Fogarty wynalazł urządzenia wykraczające poza jego główne zainteresowania chirurgii naczyniowej. Jednym z takich wynalazków był system biopsji mammotomicznej piersi, umożliwiający mniej inwazyjne techniki badawcze.
Fogarty był wielokrotnie nagradzany za swój wkład, zdobywając prestiżowe nagrody. Należą do nich Wynalazca Roku 1980, z San Francisco Patent and Trademark Association oraz nagroda Ernst and Young Northern California 1998 Entrepreneur of the Year Award. W 2012 otrzymał National Medal of Technology. Jest autorem ponad 170 książek i zajmował stanowiska kierownicze na chirurgii w Sequoia Hospital w Kalifornii i Centrum Medycznym Uniwersytetu Stanforda, jako profesor chirurgii. Jest aktywnym członkiem wielu organizacji, był prezesem Towarzystwa Chirurgii Naczyniowej.
W kwietniu 2000 otrzymał wysoko cenioną nagrodę Lemelson-Massachusetts Institute of Technology (MIT) w wysokości 500 000 dolarów. Program Lemelson-MIT został ustanowiony w 1994 w MIT przez Jerome’a H. Lemelsona. Coroczna nagroda jest uhonorowaniem wybitnego innowacyjnego wkładu w inżynierię naukową, medycynę i przedsiębiorczość. Nagroda ta podkreśla jego olbrzymi wkład w rozwój medycyny. Dr William R. Brody, rektor Uniwersytetu Johna Hopkinsa, który wyszkolił Fogarty’ego, określił go jako „wytrawnego wynalazcę, zawsze majstrującego i próbującego nowych sposobów rozwiązywania problemów”. Dodaje, że „własnoręcznie zmienił oblicze chirurgii sercowo-naczyniowej”.
Fogarty jest uznanym na całym świecie chirurgiem sercowo-naczyniowym, wynalazca, przedsiębiorca i winiarz, poświęcił całą swoją karierę na poprawę opieki nad pacjentem i jest wymieniany w ponad 200 patentach na urządzenia medyczne, w tym na „standard branżowy” cewnik balonowy Fogarty, który prawie 60 lat później jest nadal używany do ratowania życia i kończyn pacjentów.